# Trapa rossica
Trapa rossica là một loài thực vật có hoa trong họ Lythraceae. Loài này được V.N. Vassil. miêu tả khoa học đầu tiên.